# 카를로스 알베르토 페냐
카를로스 알베르토 페냐 로드리게스(Carlos Alberto Peña Rodríguez, 1990년 3월 29일, 타마울리파스주 시우다드 빅토리아 ~)는 멕시코의 축구 선수로, 포지션은 미드필더이다.
카를로스 페냐는 전 네덜란드 국가대표 축구 선수였던 뤼트 휠릿과 비슷한 생김새로 인해 "구이트" (Gullit) 라는 별칭이 붙었다.

## 클럽 경력
타마울리파스주 시우다드 빅토리아 출신으로, 페냐는 파추카의 유소년팀을 졸업하여, 2010년 4월 10일에 2-2로 비긴 크루스 아술과의 원정 경기에서 막판 교체로 출전하며 1군 데뷔를 하였다. 그는 이어지는 시즌에 정기적으로 출전하여 19경기 (13경기 선발)를 뛰었다.
2011년 5월, 페냐는 아센소 MX 소속의 레온에 합류하였다. 그는 녹색 배들 (Los Panzas Verdes) 소속으로의 첫 시즌에 31경기를 출전하였고, 클럽은 플레이오프 승격에 성공하였다. 2013-14 시즌에, 페냐는 12골을 득점하였고, 레온은 아페르투라와 클라우수라 (후자의 경우 그의 친정팀 파추카를 이겼다.)에서 모두 우승을 거두었다.

## 국가대표팀 경력
2012년 말, 페냐는 가이아나와의 10월 12일, 엘살바도르와의 10월 16일 2014년 FIFA 월드컵 예선전을 앞두고 호세 마누엘 데 라 토레에 의해 멕시코 국가대표팀으로 소환되었다. 그는 페루와의 친선전을 위해서도 차출되었다.
페냐는 2013년 CONCACAF 골드컵에 참가할 23명 중 한명으로 이름을 올렸다. 멕시코는 이 대회 준우승을 차지한 파나마와의 준결승전에서 패하였으며, 페냐는 이 대회에서 4경기를 출전하였다. 그는 나중에 빅토르 마누엘 부세티치 감독에 의해 파나마와 코스타리카와의 2014년 FIFA 월드컵 예선전을 앞두고 차출되었다. 그는 2013년 10월 30일에 핀란드와의 친선경기에서 국가대표팀 첫 골을 넣었다.

## 수상
레온
- 아센소 MX: 클라우수라 2012
- 리가 MX (2): 아페르투라 2013, 클라우수라 2014